# Purdilnagar
Purdilnagar là một thị xã và là một nagar panchayat của quận Hathras thuộc bang Uttar Pradesh, Ấn Độ.

## Nhân khẩu
Theo điều tra dân số năm 2001 của Ấn Độ, Purdilnagar có dân số 16.139 người. Phái nam chiếm 53% tổng số dân và phái nữ chiếm 47%. Purdilnagar có tỷ lệ 48% biết đọc biết viết, thấp hơn tỷ lệ trung bình toàn quốc là 59,5%: tỷ lệ cho phái nam là 58%, và tỷ lệ cho phái nữ là 37%. Tại Purdilnagar, 21% dân số nhỏ hơn 6 tuổi.